# ハウバート・ダン
ハウバート・ダン（Dan HOWBERT、1987年7月29日 - ）は、神奈川県横浜市出身の元サッカー選手、モデル、プロボクサー。ポジションはFW。プロボクサーとしては大橋ボクシングジムに所属し、リングネームはダン・ディー・ディリンジャー。

## 来歴
リベリア人の父と日本人の母のハーフ。父の故郷であるリベリアで生まれ、4歳の時に神奈川県横浜市へ移住した。
高校時代は全国高校サッカー選手権大会で多々良学園（現：高川学園高校）を初のベスト4に導き、愛知学院大学に進学。大学時代は4-5-1のシステムの中、ワントップをこなした。2010年、前年度に特別指定選手として所属していた京都サンガF.C.に加入。2012年には横浜スポーツ&カルチャークラブに期限付き移籍するも出番はなく、2013年1月に契約満了により退団。
退団後は、モデルに転身。モデル事務所「大君 (tycoon)」に所属していたが、東芝の社員チーム「東芝イーグルス」で現役復帰。
2018年7月29日の京都vs東京V戦にスペシャルゲストとして来場した。
2019年頃、仕事の関係で石川県へ転居したことを契機にボクシングジムへ通い始めた。関東に戻った2021年1月、産業廃棄物処理の仕事と並行して横浜市の大橋ボクシングジムでトレーニングを開始。2021年3月25日に、後楽園ホールでボクシングのC級プロテストを受験し、合格した。

### プロボクサーとして
2021年9月9日、後楽園ホールにて伊藤和磨とのスーパーミドル級4回戦でプロボクサーデビューし、3-0（40-36×3）の判定で勝利。

## 所属クラブ
ユース
- あざみ野FC
- 2000年 - 2002年 横浜F・マリノスジュニアユース菅田
- 2003年 - 2005年 多々良学園高校
- 2006年 - 2009年 愛知学院大学
  - 2009年 京都サンガF.C. (特別指定選手)

シニア
- 2010年 - 2012年 京都サンガF.C.
  - 2012年 横浜スポーツ&カルチャークラブ (期限付き移籍)

## 個人成績
| 国内大会個人成績 | 国内大会個人成績 | 国内大会個人成績 | 国内大会個人成績 | 国内大会個人成績 | 国内大会個人成績 | 国内大会個人成績 | 国内大会個人成績 | 国内大会個人成績 | 国内大会個人成績 | 国内大会個人成績 | 国内大会個人成績 |
| 年度             | クラブ           | 背番号           | リーグ           | リーグ戦         | リーグ戦         | リーグ杯         | リーグ杯         | オープン杯       | オープン杯       | 期間通算         | 期間通算         |
| 年度             | クラブ           | 背番号           | リーグ           | 出場             | 得点             | 出場             | 得点             | 出場             | 得点             | 出場             | 得点             |
| 日本             | 日本             | 日本             | 日本             | リーグ戦         | リーグ戦         | リーグ杯         | リーグ杯         | 天皇杯           | 天皇杯           | 期間通算         | 期間通算         |
| ---------------- | ---------------- | ---------------- | ---------------- | ---------------- | ---------------- | ---------------- | ---------------- | ---------------- | ---------------- | ---------------- | ---------------- |
| 2006             | 愛院大           | 11               | -                | -                | -                | -                | -                | 0                | 0                | 0                | 0                |
| 2008             | 愛院大           | 8                | -                | -                | -                | -                | -                | 1                | 0                | 1                | 0                |
| 2010             | 京都             | 14               | J1               | 4                | 0                | 1                | 0                | 0                | 0                | 5                | 0                |
| 2011             | 京都             | 14               | J2               | 7                | 0                | -                | -                | 1                | 0                | 8                | 0                |
| 2012             | YS横浜           | 29               | JFL              | 0                | 0                | -                | -                | 0                | 0                | 0                | 0                |
| 通算             | 日本             | 日本             | J1               | 4                | 0                | 1                | 0                | 0                | 0                | 5                | 0                |
| 通算             | 日本             | 日本             | J2               | 7                | 0                | -                | -                | 1                | 0                | 8                | 0                |
| 通算             | 日本             | 日本             | JFL              | 0                | 0                | -                | -                | 0                | 0                | 0                | 0                |
| 通算             | 日本             | 日本             | 他               | -                | -                | -                | -                | 1                | 0                | 1                | 0                |
| 総通算           | 総通算           | 総通算           | 総通算           | 11               | 0                | 1                | 0                | 2                | 0                | 14               | 0                |

※特別指定選手としての試合出場は無し